# Rasnitsynites tarsalis
Rasnitsynites tarsalis är en stekelart som beskrevs av Dmitriy R. Kasparyan 1994. Rasnitsynites tarsalis ingår i släktet Rasnitsynites och familjen brokparasitsteklar. Inga underarter finns listade i Catalogue of Life.